# Chrysops fulvaster
Chrysops fulvaster är en tvåvingeart som beskrevs av Osten Sacken 1877. Chrysops fulvaster ingår i släktet Chrysops och familjen bromsar. Inga underarter finns listade i Catalogue of Life.